# Moritz Bälz
Moritz Bälz (* 1969 in Tübingen) ist ein deutscher Rechtswissenschaftler und Hochschullehrer.
Bälz studierte Rechtswissenschaften, Japanologie und Philosophie an der Freien Universität Berlin und an der Keiō-Universität in Tokio (1993–1998). Von 2001 bis 2002 machte er seinen Master of Laws, an der Harvard Law School, Cambridge / Mass. mit Schwerpunkten im Gesellschaftsrecht und im japanischen Recht. Hier erstellte er auch eine Arbeit zum Internationalen Privat- und Verfahrensrecht bei Arthur T. von Mehren. Im selben Jahr absolvierte er das New York Bar Exam. Im Jahre 2005 promovierte Bälz zum japanischen Gesellschaftsrecht bei Harald Baum in Hamburg. Im Oktober 2006 war er ICCLP Visiting Professor an der Universität Tokio Graduate School of Law and Politics. In den Jahren 2003 bis 2008 war Bälz als Rechtsanwalt (zuletzt als Principal Associate) bei Freshfields Bruckhaus Deringer, New York und Frankfurt am Main tätig.
Sein Tätigkeitsschwerpunkt lag im Finanz- und Unternehmensrecht. Seit März 2008 hat er eine Professur für Japanisches Recht einschließlich seiner kulturellen Grundlagen an der Johann Wolfgang Goethe-Universität Frankfurt am Main. Er war Geschäftsführender Direktor des Interdisziplinären Zentrums für Ostasienstudien (IZO). Weiterhin ist er seit 2012 Teilprojektleiter im Frankfurter LOEWE-Schwerpunkt Außergerichtliche und gerichtliche Konfliktlösung. Bälz ist Mitherausgeber der Zeitschrift für Japanisches Recht / Journal of Japanese Law.

## Werke
- Handbuch des Japanischen Handels- und Wirtschaftsrechts, Harald Baum / Moritz Bälz (Hrsg.), 2009, ISBN 978-3-452-27031-3
- Die Spaltung im japanischen Gesellschaftsrecht, 2005. XX, 284 Seiten. ISBN 978-3-16-148841-2